# Catedral de San Mateo (São Mateus)
La Catedral de San Mateo o simplemente Catedral de São Mateus (en portugués: Catedral São Mateus) es un templo católico que encuentra ubicado en el municipio de São Mateus y es una referencia en el arte religioso moderno en Brasil. Tiene en su interior pinturas impresionistas de Claudio Pastro, reconocido artista del arte sacro. Pertenece a la diócesis de São Mateus.
Fue construida en forma de tienda de campaña, ya que, según don Aldo Gerna, obispo fundador de la catedral, esta es la tienda de Dios con los hombres ( "He aquí el tabernáculo de Dios con los hombres" o "Eis a tenda de Deus com os homens").
La catedral de São Mateus es un imponente edificio, en forma de tienda de campaña. La construcción del templo se inició el 15 de noviembre de 1987, día de la colocación de la primera piedra. Se obtuvieron recursos iniciales para este propósito con la venta del edificio de la Sagrada Familia (actual CEUNES) y del  gobierno del estado y para concluirlo, se buscaron donaciones de amigos italianos de Don Aldo y de Diocesanos.
La catedral se enriquece internamente con frescos impresionistas. La inauguración de la catedral de San Mateo se realizó el 11 de diciembre de 1988, con la presencia de Don Aldo Gerna, obispo de San Mateo.

## Véase también

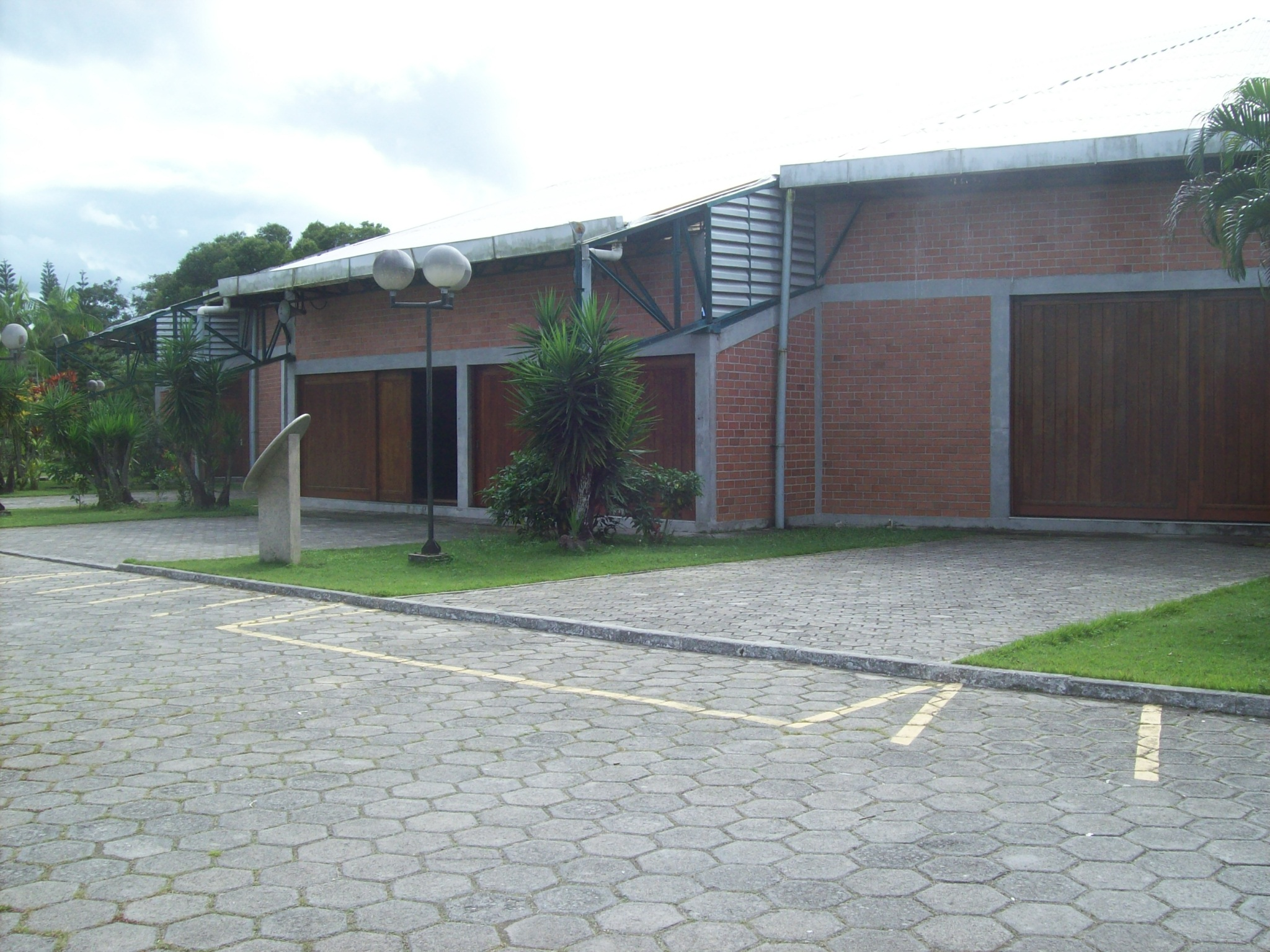
Otra vista del templo